# A la carretera

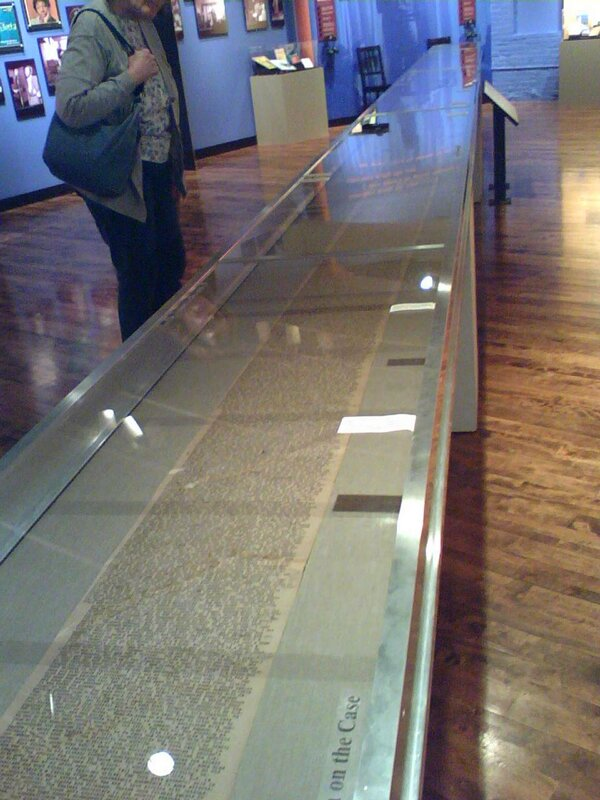
El manuscrit de l'obra exhibit en una exposició al Boott Cotton Mills Museum el 2007

A la carretera (On the road, en anglès) és un conegut llibre de Jack Kerouac. Va ser escrit l'abril del 1951 i publicat per primera vegada l'any 1957.

## L'obra
L'obra parla dels viatges a través dels Estats Units d'una colla de joves (principalment, Kerouac, Neal Cassady, Allen Ginsberg i William S. Burroughs, tot i que amb noms de ficció en les primeres edicions) amb ganes de conèixer el món i viure la vida al límit.
La novel·la té una part autobiogràfica amb un monòleg interior i es considera l'obra definitiva de la generació beat, inspirada pel jazz, la poesia i les experiències amb les drogues.
A la carretera va ser una de les novel·les fundadores del que Kerouac va anomenar ell mateix la Beat Generation. Tanmateix, el terme de Beat Generation va ser més que res un recurs fàcil que va permetre als mitjans de comunicació de constituir en moviment literari el que era sobretot la conjunció d'uns individus singulars: fins i tot, compartint el gust per la prosa espontània i el surrealisme, l'escriptura de Jack Kerouac no s'assembla a la d'Allen Ginsberg, i la de Ginsberg és alhora allunyada de la de William Burroughs.

## Redacció
En el que es pot anomenar el mite Kerouac, aquest llibre va ser escrit d'una sola tirada, en tres setmanes, sobre un rotlle de paper de teleimpressora de 36 metres de longitud, en llargues sessions de prosa espontània, creant així un estil d'escriptura totalment personal, en part inspirat pel seu amor del moviment jazz bebop i per les seves improvisacions.
Els editors, tanmateix, van rebutjar aquest primer esborrany, demanant-se el que s'havia de fer amb un text força difícil de seguir, escrit de manera no convencional. Kerouac va haver de treballar el seu relat durant sis anys abans que un editor l'acceptés.
El 2001, la redacció de l'American Modern Library va incloure A la carretera a la seva llista de les cent millors novel·les del segle XX en llengua anglesa. El 2007, amb motiu del 50è aniversari de la seva publicació, la versió original del manuscrit va ser publicada, sota el títol On the Road: The Original Scroll.
El mateix any van ser descoberts diversos manuscrits originals inèdits de Kerouac, entre els quals destaca un esborrany de l'On The Road, datat del 19 de gener del 1951 (és a dir, diversos mesos abans de la versió en anglès), redactat en francès, la seva llengua materna, igualment emprada per a dues de les seves novel·les i alguns escrits també inèdits.
El manuscrit original va ser subhastat per 2,2 milions de dòlars el 2001.
L'èxit d'aquest llibre, un decenni després de la seva redacció, va significar la fi de Jack Kerouac, que caigué en una depressió a la qual no va sobreviure. S'allunyà dels seus amics escriptors com Allen Ginsberg i, en menor mesura, de William S. Burroughs. Retreia a Ginsberg que cerqués més l'atenció del públic i que traís així l'esperit beat.

## Els viatges
1947
New York → Chicago,
→ Newton (Iowa)
→ Stuart (Iowa)

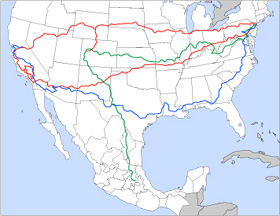
Mapa dels viatges que Jack Kerouac va fer i que es relaten en A la carretera.
1947
1949
1950

→ Cheyenne (Wyoming) → Denver (Colorado)
→ Salt Lake City (Utah) → San Francisco (Califòrnia) → Marin City
→ Hollywood (Califòrnia)
→ Los Angeles,
→ Selma (Califòrnia)
→ Dalhart (Texas)
→ Indianapolis (Indiana)
→ Harrisburg (Pennsilvània)
→ Nova York.
1949
Rocky Mount (Carolina del Nord) → Algiers (Louisiana) → San Francisco → Denver (Colorado)
→ New York.
1950
Nova York, → Terre Haute (Indiana) → St. Louis (Missouri) → Denver → Amarillo (Texas) → Terre Haute (Indiana) → San Antonio (Texas) → Laredo (Texas) → Nuevo Laredo (Tamaulipas) →  Hidalgo (Nuevo León) → ciudad Victoria → Llera de Canales → ciutat de Mèxic.

## Al cinema
Francis Ford Coppola té els drets d'adaptació cinematogràfica del llibre d'ençà 1968. El guió va ser escrit per Russel Banks, però el rodatge previst per a la tardor 2001 mai no ha començat. Finalment, el director Walter Salles va dirigir la pel·lícula A la carretera, que va ser estrenada l'any 2012.